# استیوارتس پوینت (کالیفرنیا)
استیوارتس پوینت (به انگلیسی: Stewarts Point) یک منطقهٔ مسکونی در ایالات متحده آمریکا است که در شهرستان سونوما، کالیفرنیا واقع شده‌است. استیوارتس پوینت ۳۲٫۹۲ متر بالاتر از سطح دریا قرار دارد.